# Diocesi di Worcester (Regno Unito)
La diocesi di Worcester (in inglese: Diocese of Worcester) è una diocesi della Chiesa anglicana.
La diocesi fa parte della Provincia ecclesiastica di Canterbury e fu creata nel 679 da Teodoro di Canterbury, divenendo in seguito di confessione anglicana dopo lo scisma.
La diocesi copre gran parte del territorio della contea del Worcestershire, il borgo metropolitano di Dudley e parti della città di Wolverhampton. La sede episcopale è posta nella città di Worcester dove si trova il trono del vescovo, nella cattedrale del Cristo e della Beata Vergine Maria, dove si trova anche il palazzo vescovile. Altre due erano le residenze ufficiali dei vescovi: il castello di Harlebury presso Kidderminster dal XIII secolo al 2007 ed il palazzo di Alvechurch sino al suo abbattimento nel XVIII secolo.
Attualmente, il ruolo di vescovo di Worcester è vacante, dopo le dimissioni di John Inge, ma il vescovo di Dudley Martin Gorick si sta assumendo il ruolo di vescovo di Worcester intanto che il posto rimane vacante.

## Storia
La chiesa di Worcester si crede sia stata fondata sul finire del VII secolo e sin dall'VIII secolo godette di benefici e del supporto dei re di Mercia che posero il vescovato in una posizione che lo rese in grado di estendere il controllo della diocesi su diverse città di peso nell'area. Come conseguenza, già nel IX secolo la diocesi di Worcester era una delle più potenti della Mercia dell'epoca. Proprio da quest'area, inoltre, re Alfredo il Grande iniziò a reclutare sacerdoti e monaci per ricostruire le chiese del Wessex, inaugurando un nuovo periodo di stretto legame e collaborazione con i monarchi inglesi.
Sino al XVI secolo, i vescovi di Worcester furono in piena comunione con il vescovo di Roma. In quel periodo la diocesi confinava con quelle di Llandaff e di Hereford a ovest, di Lichfield a nord, di Lincoln a est, e di Salisbury e di Bath a sud. Durante la Riforma, la Chiesa d'Inghilterra si impose anche nella diocesi locale.

## Vescovi anglicani di Worchester

### Durante la Riforma
| Vescovi di Worcester | Vescovi di Worcester | Vescovi di Worcester      | Vescovi di Worcester                                        |
| Inizio incarico      | Fine incarico        | Nome                      | Note                                                        |
| -------------------- | -------------------- | ------------------------- | ----------------------------------------------------------- |
| 1535                 | 1539                 | Hugh Latimer              | Rinunciatario                                               |
| 1539                 | 1543                 | John Bell                 |                                                             |
| 1543                 | 1551                 | Nicholas Heath (1ª volta) | Traslato dalla sede di Rochester; privato della sede        |
| 1552                 | 1554                 | John Hooper               | Anche vescovo di Gloucester, 1550–1553; privato della sede. |
| 1554                 | 1555                 | Nicholas Heath (2ª volta) | Restaurato alla sede; traslato successivamente a York       |
| 1555                 | 1559                 | Richard Pate              | Privato della sede.                                         |
| Fonti:               |                      |                           |                                                             |

### Dopo la Riforma
| Vescovi di Worcester | Vescovi di Worcester | Vescovi di Worcester                                              | Vescovi di Worcester                                                                               |
| Inizio incarico      | Fine incarico        | Nome                                                              | Note                                                                                               |
| -------------------- | -------------------- | ----------------------------------------------------------------- | -------------------------------------------------------------------------------------------------- |
| 1559                 | 1570                 | Edwin Sandys                                                      | Traslato a Londra; e successivamente a York                                                        |
| 1571                 | 1576                 | Nicholas Bullingham                                               | Traslato da Lincoln                                                                                |
| 1577                 | 1583                 | John Whitgift                                                     | Traslato a Canterbury                                                                              |
| 1584                 | 1591                 | Edmund Freke                                                      | Traslato da Norwich                                                                                |
| 1593                 | 1595                 | Richard Fletcher                                                  | Traslato da Bristol; poi a Londra                                                                  |
| 1596                 | 1597                 | Thomas Bilson                                                     | Traslato a Winchester                                                                              |
| 1597                 | 1610                 | Gervase Babington                                                 | Traslato da Exeter                                                                                 |
| 1610                 | 1616                 | Henry Parry                                                       | Traslato da Gloucester                                                                             |
| 1617                 | 1641                 | John Thornborough                                                 | Traslato da Bristol                                                                                |
| 1641                 | 1646                 | John Prideaux                                                     | Privato della sede quando il vescovato inglese venne abolito dal parlamento il 9 ottobre 1646.     |
| 1646                 | 1660                 | La sede venne abolita durante il Commonwealth ed il Protectorate. | La sede venne abolita durante il Commonwealth ed il Protectorate.                                  |
| 1660                 | 1662                 | George Morley                                                     | Traslato a Winchester                                                                              |
| 1662                 | 1662                 | John Gauden                                                       | Traslato da Exeter                                                                                 |
| 1662                 | 1663                 | John Earle                                                        | Traslato a Salisbury                                                                               |
| 1663                 | 1670                 | Robert Skinner                                                    | Traslato da Bristol                                                                                |
| 1671                 | 1675                 | Walter Blandford                                                  | Traslato da Oxford                                                                                 |
| 1675                 | 1683                 | James Fleetwood                                                   | |
| 1683                 | 1689                 | William Thomas                                                    | Traslato da St David's                                                                             |
| 1689                 | 1699                 | Edward Stillingfleet                                              | |
| 1699                 | 1717                 | William Lloyd                                                     | Traslato da Lichfield e Coventry                                                                   |
| 1717                 | 1743                 | John Hough                                                        | Traslato da Lichfield e Coventry                                                                   |
| 1743                 | 1759                 | Isaac Maddox                                                      | Traslato da St Asaph                                                                               |
| 1759                 | 1774                 | James Johnson                                                     | Traslato da Gloucester                                                                             |
| 1774                 | 1781                 | Brownlow North                                                    | Traslato da Lichfield e Coventry; poi a Winchester                                                 |
| 1781                 | 1808                 | Richard Hurd                                                      | Traslato da Lichfield e Coventry                                                                   |
| 1808                 | 1831                 | Folliott Cornewall                                                | Traslato da Hereford                                                                               |
| 1831                 | 1841                 | Robert Carr                                                       | Traslato da Chichester                                                                             |
| 1841                 | 1860                 | Henry Pepys                                                       | Traslato da Sodor e Man                                                                            |
| 1860                 | 1890                 | Henry Philpott                                                    | |
| 1890                 | 1901                 | John Perowne                                                      | Dimissionario                                                                                      |
| 1902                 | 1905                 | Charles Gore                                                      | Traslato a Birmingham; e poi a Oxford                                                              |
| 1905                 | 1918                 | Huyshe Yeatman-Biggs                                              | Traslato da Southwark; poi a Coventry                                                              |
| 1919                 | 1931                 | Ernest Pearce                                                     | |
| 1931                 | 1941                 | Arthur Perowne                                                    | Traslato a Bradford                                                                                |
| 1941                 | 1956                 | William Wilson Cash                                               | |
| 1956                 | 1971                 | Lewis Charles-Edwards                                             | |
| 1971                 | 1982                 | Robin Woods                                                       | |
| 1982                 | 1996                 | Philip Goodrich                                                   | Translated from Tonbridge                                                                          |
| 1997                 | 2007                 | Peter Selby                                                       | Precedentemente a Kingston-upon-Thames (1984–1992). Anche vescovo delle prigioni reali (2001–2007) |
| 2007                 | 2024                 | John Inge                                                         | Dimissionario                                                                                      |
| Fonti:               |                      |                                                                   | |